# Spoorlijn Duisburg Hauptbahnhof - Duisburg Innenhafen Süd
De spoorlijn Duisburg Hauptbahnhof - Duisburg Innenhafen Süd was een Duitse spoorlijn en was als spoorlijn 1 onder beheer van DB Netze.

## Geschiedenis
Het traject werd door de Cöln-Mindener Eisenbahn-Gesellschaft in fases geopend:
- Duisburg Hbf - Duisburg West Hafen: 15 mei 1847
- Duisburg West Hafen - Innenhafen Süd: 14 oktober 1848

In 1922 werd het gedeelte tussen Duisburg West Hafen en Innenhafen Süd gesloten. Het gedeelte tussen Duisburg Hbf en Duisburg West Hafen was tot 31 december 1959 in gebruik.

## Aansluitingen
In de volgende plaatsen was er een aansluiting op de volgende spoorlijnen:
Duisburg Hauptbahnhof
DB 2184, spoorlijn tussen Mülheim-Styrum en Duisburg
DB 2290, spoorlijn tussen Mülheim-Styrum en Duisburg
DB 2310, spoorlijn tussen Duisburg-Großenbaum en Duisburg Hauptbahnhof
DB 2311, spoorlijn tussen Duisburg-Hochfeld Süd en Duisburg Hauptbahnhof
DB 2312, spoorlijn tussen Duisburg-Hochfeld Süd en Duisburg Hauptbahnhof
DB 2320, spoorlijn tussen Duisburg-Wedau en Oberhausen-Osterfeld Süd
DB 2326, spoorlijn tussen Duisburg-Bissingheim en Duisburg Hauptbahnhof
DB 2650, spoorlijn tussen Keulen en Hamm
DB 2670, spoorlijn tussen Keulen en Duisburg
Duisburg West Hafen
DB 4, spoorlijn tussen Duisburg West Hafen en Innenhafen Nord
DB 5, spoorlijn tussen Duisburg West Hafen en Außenhafen